# Weltverband der Gehörlosen

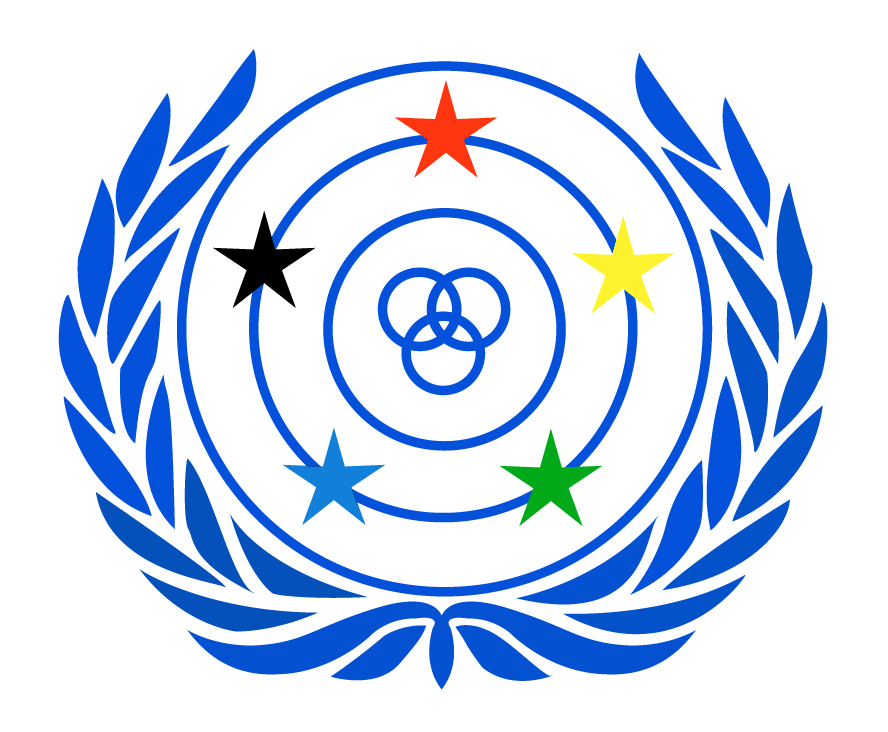
Logo des WFD

Der Weltverband der Gehörlosen (englisch World Federation of the Deaf, kurz WFD) ist ein internationaler Gehörlosenverband. Er wurde 1951 in Rom gegründet und stellt eine Nichtregierungsorganisation dar, die für sich in Anspruch nimmt, die Interessen der weltweit etwa 70 Millionen Gehörlosen zu vertreten. Die Vereinten Nationen erkennen den Verband als legitime internationale Vertretung der Gehörlosen an und arbeiten eng mit ihm zusammen. Der derzeitige Sitz befindet sich in Helsinki.

## Geschichte
Der WFD wurde im September 1951 in Rom, auf dem ersten Weltkongress der Gehörlosen unter der Schirmherrschaft der Ente Nazionale Sordomuti (ENS), der italienischen Gehörlosenvereinigung, gegründet. Der erste Präsident des WFD war Professor Vittorio Ieralla, der zu dieser Zeit auch Präsident der ENS war. Am Kongress nahmen Vertreter aus 25 Ländern teil.
Dr. Cesare Magarotto war einer der Gründer des Weltverbandes der Gehörlosen und dessen erster Generalsekretär (1951–1987) zusammen mit Vittorio Ieralla, der von 1951 bis 1955 zum Präsidenten gewählt wurde.
Ieralla und Magarotto überzeugten die italienische Regierung 1951 erfolgreich davon, ihre Bemühungen zur Einrichtung eines WFD-Generalsekretariats in Rom zu unterstützen. Mit der anhaltenden Unterstützung der italienischen Regierung und später der ENS konnte das WFD-Generalsekretariat Informations- und Interessenvertretungsnetzwerke mit nationalen Gehörlosenverbänden auf der ganzen Welt aufbauen. Jahrzehnte später zog das WFD-Generalsekretariat mit Unterstützung der finnischen Regierung und der finnischen Gehörlosenvereinigung unter der Leitung der ehemaligen WFD-Generalsekretärin Dr. Liisa Kauppinen (emeritierte Präsidentin des WFD) nach Finnland um.

## Zielsetzungen
Der Verband setzt sich ein für
- eine Verbesserung des Status der nationalen Gebärdensprachen
- eine bessere Bildung für Gehörlose
- einen verbesserten Zugang zu Informationen und Leistungen
- erhöhte Rechte von Gehörlosen in Entwicklungsländern
- die Gründung von Gehörlosenorganisationen in Gebieten, wo diese nicht existieren

## Auswahl an Nationalverbänden
- Deutschland: Deutscher Gehörlosen-Bund
- Liechtenstein: Gehörlosen-Kulturverein Liechtenstein
- Japan: Japanischer Gehörlosenbund
- Kanada: Canadian Association of the Deaf
- Norwegen: Norges Døveforbund (NDF)
- Österreich: Österreichischer Gehörlosenbund
- Philippinischer Gehörlosenbund
- Ruanda: Rwanda National Union of the Deaf (RNUD)
- Schweiz: Schweizerischer Gehörlosenbund (SGB-FSS)

## Veranstaltungen
Seit der Gründung findet alle vier Jahre ein Weltkongress statt, der von offiziellen Delegierten der Mitgliedsländer besucht wird. An den Kongress ist ein umfangreiches kulturelles Programm mit Ausstellungen, Theater, Filmen, Gedichtvorträgen und Debatten angeschlossen, das in verschiedenen Gebärdensprachen aufgeführt wird. Des Weiteren wurde vom Verband der Tag der Gehörlosen ins Leben gerufen.
| Nummer     | Jahr | Monat/Datum        | Ort                        | Motto                                            |
| ---------- | ---- | ------------------ | -------------------------- | ------------------------------------------------ |
| 1 (I)      | 1951 | 21. September      | Rom, Italien               | (Kein Motto)                                     |
| 2 (II)     | 1955 | 23.–27. August     | Zagreb, Jugoslawien        | (Kein Motto)                                     |
| 3 (III)    | 1959 | 22.–26. August     | Wiesbaden, BRD             | (Kein Motto)                                     |
| 4 (IV)     | 1963 | 17.–21. August     | Stockholm, Schweden        | (Kein Motto)                                     |
| 5 (V)      | 1967 | 10.–17. August     | Warschau, Polen            | The Deaf Among Hearing Persons                   |
| 6 (VI)     | 1971 | 31. Juli–5. August | Paris, Frankreich          | The Deaf Person in the World in Evolution        |
| 7 (VII)    | 1975 | 31. Juli–8. August | Washington, D.C., USA      | Full Citizenship for All Deaf People             |
| 8 (VIII)   | 1979 | 20.–27. Juli       | Warna, Bulgarien           | The Deaf People in Modern Society                |
| 9 (IX)     | 1983 | 28. Juni–6. Juli   | Palermo, Italien           | Deafness Today & Tomorrow: Reality & Utopia      |
| 10 (X)     | 1987 | 20.–28. Juli       | Espoo (Helsinki), Finnland | One World – One Responsibility                   |
| 11 (XI)    | 1991 | 5.–? Juli          | Tokyo, Japan               | Equality and Self-Reliance                       |
| 12 (XII)   | 1995 | 6.–15. Juli        | Wien, Österreich           | Towards Human Rights                             |
| 13 (XIII)  | 1999 | 25.–31. Juli       | Brisbane, Australien       | Diversity and Unity                              |
| 14 (XIV)   | 2003 | 18.–26. Juli       | Montreal, Kanada           | Opportunities and Challenges in the 21st Century |
| 15 (XV)    | 2007 | 16.–22. Juli       | Madrid, Spanien            | Human Rights through Sign Languages              |
| 16 (XVI)   | 2011 | 18.–24. Juli       | Durban, Südafrika          | Global Deaf Renaissance                          |
| 17 (XVII)  | 2015 | 28. Juli–1. August | Istanbul, Türkei           | Strengthening Human Diversity                    |
| 18 (XVIII) | 2019 | 23.–27. Juli       | Paris, Frankreich          | Sign Language Rights for All                     |
| 19 (XIX)   | 2023 | 11.–15. Juli       | Jeju, Südkorea             | Securing Human Rights in Times of Crises         |